# Alberto Sánchez Pérez
Alberto Sánchez Pérez (Toledo, 8 de abril de 1895-Moscú, 12 de octubre de 1962) fue un escultor y pintor español, creador, junto a Benjamín Palencia, del movimiento de vanguardia plástica conocido como Escuela de Vallecas, y vocal del Patronato de Misiones Pedagógicas desde 1931. Exiliado en la URSS, murió en Moscú.

## Biografía

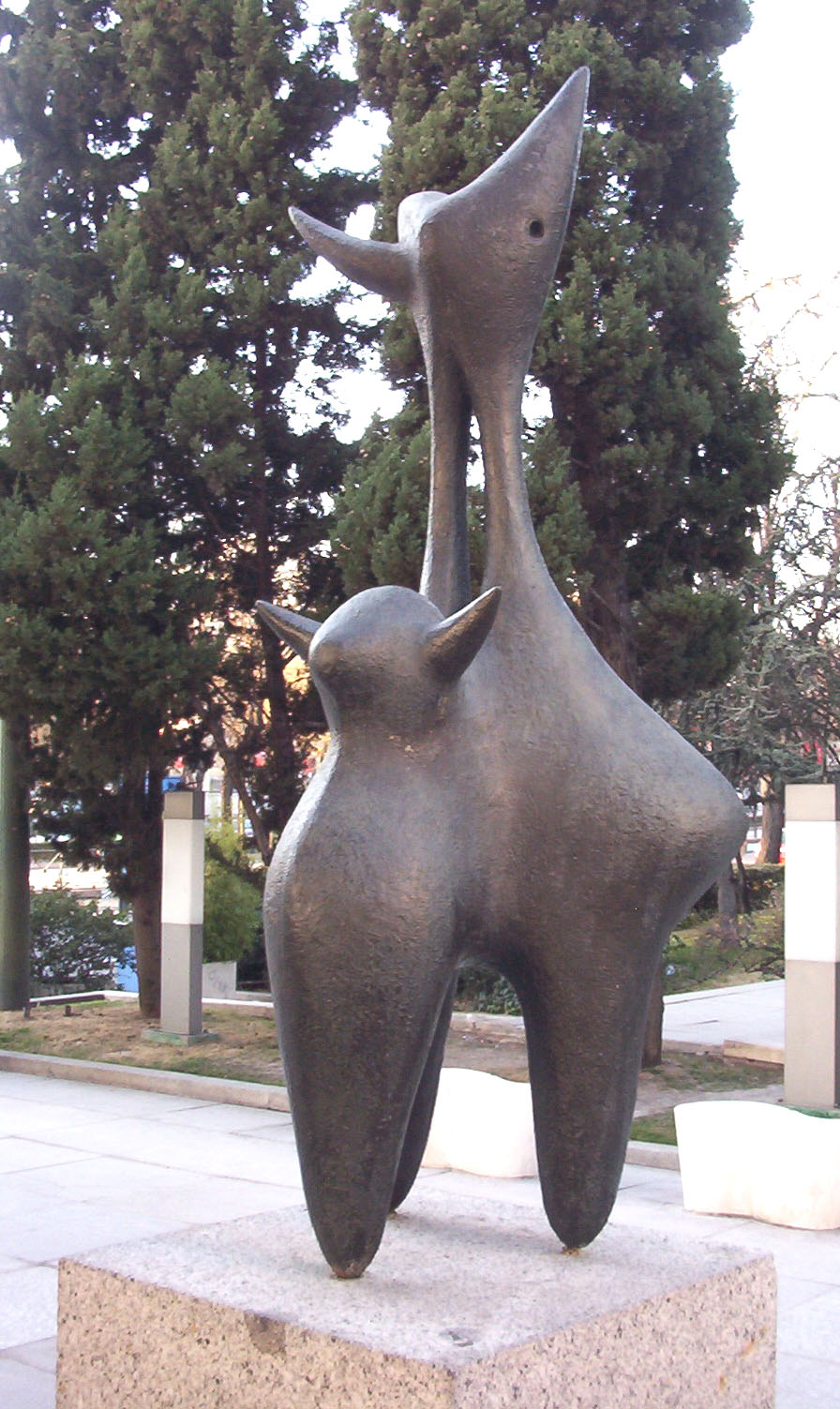
Toros ibéricos. Escultura en el Museo Arte Público de Madrid, paseo de la Castellana

Alberto Sánchez Pérez nació en Toledo el 8 de abril de 1895, en el barrio de las Covachuelas. Hijo de un panadero, con siete años comenzó a trabajar como porquerizo y luego en varios oficios, repartidor de pan, aprendiz de herrero, zapatero, y escayolista. A partir de los 20 años fue panadero de oficio y artista. En 1907 se trasladó con su familia a Madrid donde aprendió a leer y escribir ya con 15 años de edad gracias a un amigo que trabajaba como dependiente en una farmacia. En Madrid entró en las Juventudes Socialistas donde conoció a Francisco Mateos, pintor y caricaturista. También se involucró en el Círculo Socialista del Sur, que tenía su sede en el barrio de Lavapiés, donde vivían ambos. Junto con Mateo, diseñó una Casa del Pueblo, que no llegaría a construirse. Entre 1917 y 1919, cumplió el servicio militar en el norte de África. Cinco años después de su servicio militar, ya participaba en exposiciones surrealistas en Madrid. En 1927, creó, junto con Benjamín Palencia, la llamada Escuela de Vallecas, «con el deliberado propósito de poner en pie el nuevo arte nacional que compitiera con el de París», según sus propias palabras.
Fue visitante asiduo de los museos de Madrid, especialmente del Museo del Prado y del Museo Arqueológico Nacional, donde descubrió el arte ibérico. También solía participar en las tertulias del café de artistas en los bajos del Hotel Nacional en la calle Atocha. Amigo de Federico García Lorca, realizó algunos decorados para La Barraca. 
Al estallar la guerra civil española, Alberto se alistó en el frente de Guadarrama, hasta que, al trasladarse el gobierno republicano a Valencia, se desplazó allí, donde entre otros encargos hizo las escenografías teatrales de El cerco de Numancia de Miguel de Cervantes y Las germanies de Valencia de José Bergamín y Manuel Altolaguirre.
En 1938, las bombas destruyeron completamente su pequeño estudio de la calle Joaquín María López en Madrid, y todas las obras que en él se encontraban. Ese año, el Gobierno republicano le envió a Moscú como profesor de dibujo de los niños españoles exiliados. Una de sus realizaciones más importantes en el exilio fue la colaboración con el director ruso Grigori Kózintsev en los decorados de la película Don Quijote (1957), una recreación de los pueblos de La Mancha en Ucrania.
En la URSS, trabajó además en la reconstrucción de algunas de sus esculturas destruidas. En una exposición celebrada en la Unión Soviética en 1959 Ilyá Ehrenburg comentó de Alberto: “Lo que más impresiona aquí es que tras veinte años de forzoso exilio, Alberto sigue siendo español y artista por los cuatro costados. Tercamente español y tercamente artista.” 
Falleció en Moscú el 12 de octubre del año 1962. Sus restos permanecen en el cementerio Vvedénskoye de la capital rusa.

## Obra
Alberto Sánchez, llamado por sus contemporáneos simplemente como Alberto o incluso Alberto “El Socialista”, alcanzó su lenguaje escultórico característico a través de la fusión de elementos de inspiración popular, con ciertos rasgos surrealistas trabajados de manera estilizada.[cita requerida] Durante sus comienzos estuvo muy influido por el uruguayo Rafael Pérez Barradas, y sus obras de la década de 1920 se inscriben en el cubismo. Empieza a definirse con obras como la Maternidad de 1929. Ese mismo año participó en una exposición al aire libre en el Jardín Botánico de Madrid, recordada luego por el entonces joven escultor vasco Jorge Oteiza. 

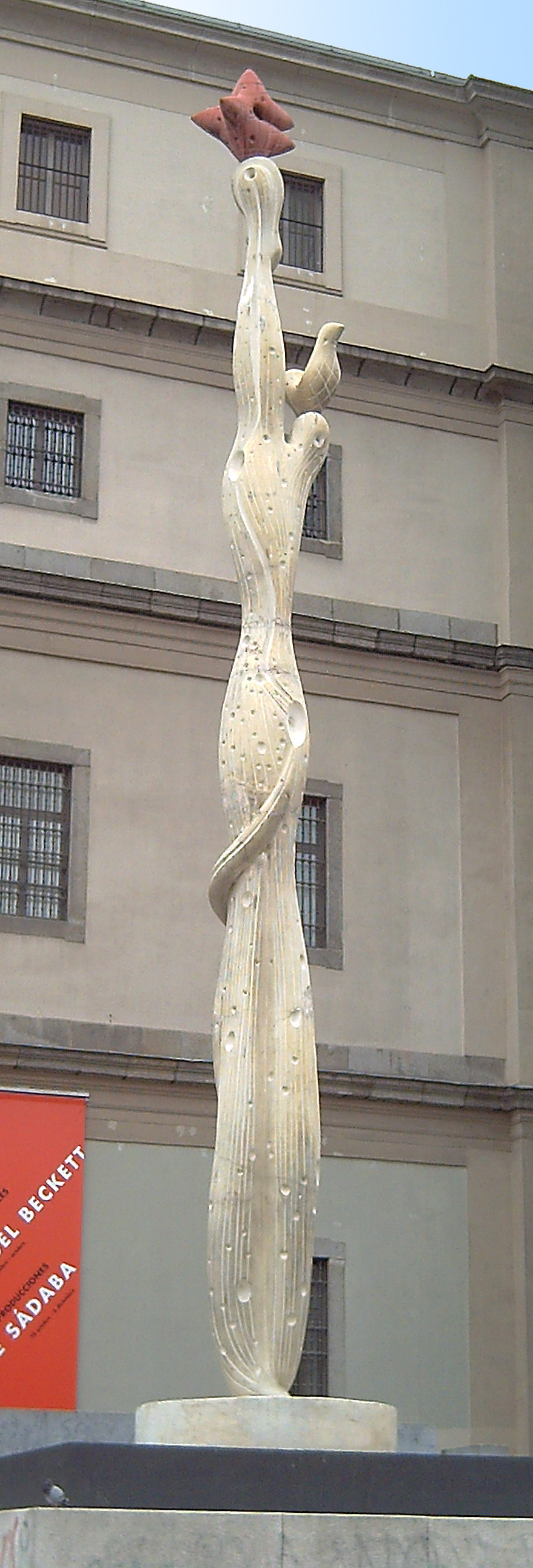
El pueblo español tiene un camino que conduce a una estrella, copia de la escultura de 1937, en la entrada del Museo Nacional Centro de Arte Reina Sofía. La versión original desapareció durante la guerra civil española.

Sánchez dibujó, pintó y esculpió muchas figuras femeninas. Otro motivo habitual fueron los bóvidos, como los Toros Ibéricos del museo al aire libre del paseo de la Castellana de Madrid, y las aves, como la escultura de 15 metros de altura El monumento a los pájaros, destruida durante la guerra. Pablo Neruda le menciona en su poema Para nacer he nacido.
Su pieza más conocida es quizá El pueblo español tiene un camino que conduce a una estrella, seleccionada por el gobierno republicano como faro del Pabellón de la República Española de la Exposición Internacional de París de 1937, en la que también se exhibía por primera vez el Guernica de Picasso. Cerca de cuarenta mil visitantes acudieron a la exposición. Clausurada, el obelisco de Alberto Sánchez desapareció. 
En el año 1970, fue encontrada una maqueta en el sótano del edificio de patrimonio. Y en el año 2001, con motivo de una gran exposición de la obra de Alberto, el Museo Reina Sofía erigió en la puerta del Museo una copia de la obra de 18,7 metros de altura, realizada por el escultor valenciano Jorge Ballester. El facsímil se realizó basándose en la maqueta de escayola realizada por Alberto y en las fotografías que se conservan del original de París.

## Reconocimientos posteriores
En 2002, con motivo de la escala en Toledo de la Exposición antológica dedicada a Alberto en varias capitales españolas, se celebró en el museo de Santa Cruz un homenaje de su ciudad natal, al que acudió el único hijo del escultor Alcaén Sánchez Sancha.
En 2010, se proyectó instalar en el cerro Almodóvar de Vallecas (Madrid) una obra de 15 metros de altura llamada El Monumento a los pájaros. Se trata de la reconstrucción de una obra del artista que se confeccionará con piezas que se encontraban depositadas en Moscú. El escultor deseaba que esta obra fuera un refugio para los pájaros que habitan en las afueras de Madrid. La versión anterior resultó destruida durante la guerra civil española.